# 専門店
専門店（せんもんてん、英: specialty store）は、商品の分野を限定し、特定分野の商品を専門的に販売する店。

## 概要
専門店というのは、店舗の業態による分類のひとつであり、経済産業省の業態別統計編では、専門店というのは特定分野の商品の取り扱いが90パーセント以上を占める店、としている。
専門店というのは幅広い分野の商品を扱う店、例えばスーパーマーケット、ドラッグストア、百貨店などと対比されうる存在である。
あくまで特定分野の商品の取り扱いが90%以上、という分類であるので、その条件を満たせば、道路に面した単店舗の路面店であれ商店街の一店舗であれ巨大ショッピングモールのテナントとして入っている店舗であれ専門店である。

## 専門店の種類
経産省の業態別統計の分類を参考にして主な専門店を挙げる。専門店の一般的な呼称、カッコ内に取り扱う商品やサービスを示す。網羅的には挙げない。
| - 食料品店（食料品） - 米屋（米） - 豆腐店（豆腐と油揚げ） - パン屋（パン） - 牛乳店（牛乳） - 酒屋（酒） - 薬屋（医薬品） - 衣料品店(衣料品） - ブティック - 古着屋（古着） - くつ屋（靴） - かばん店（かばん） - 書店（書籍） - 文具店（文房具） - スポーツ用品店（スポーツ用品） - 生花店（生花） - 園芸店（植物とガーデニング用品） - 家具店（家具） - 寝具店（寝具） - 玩具店（玩具） - ペットショップ（ペットとペット用品） | - クリーニング店（クリーニング、洗濯） - 美容室（パーマ、カット、化粧） - 理髪店（散髪、顔剃り） - 時計店（時計） - 眼鏡店（メガネ） - 宝飾品店（宝飾品） - 電器店（家電製品） - 家電量販店（同上） - パソコンショップ（パソコンとパソコン関連品） - 自転車店（自転車と自転車用品） - バイク店（オートバイとオートバイ用品） - 自動車販売店（自動車。基本は新車。他に店舗で試乗車として使用した車も販売することがある。） - 中古車販売店（中古自動車） - カー用品店（カー用品） - 燃料店（ガソリン、灯油） - 古物商、リサイクルショップ（中古品） 等々等々である。 |

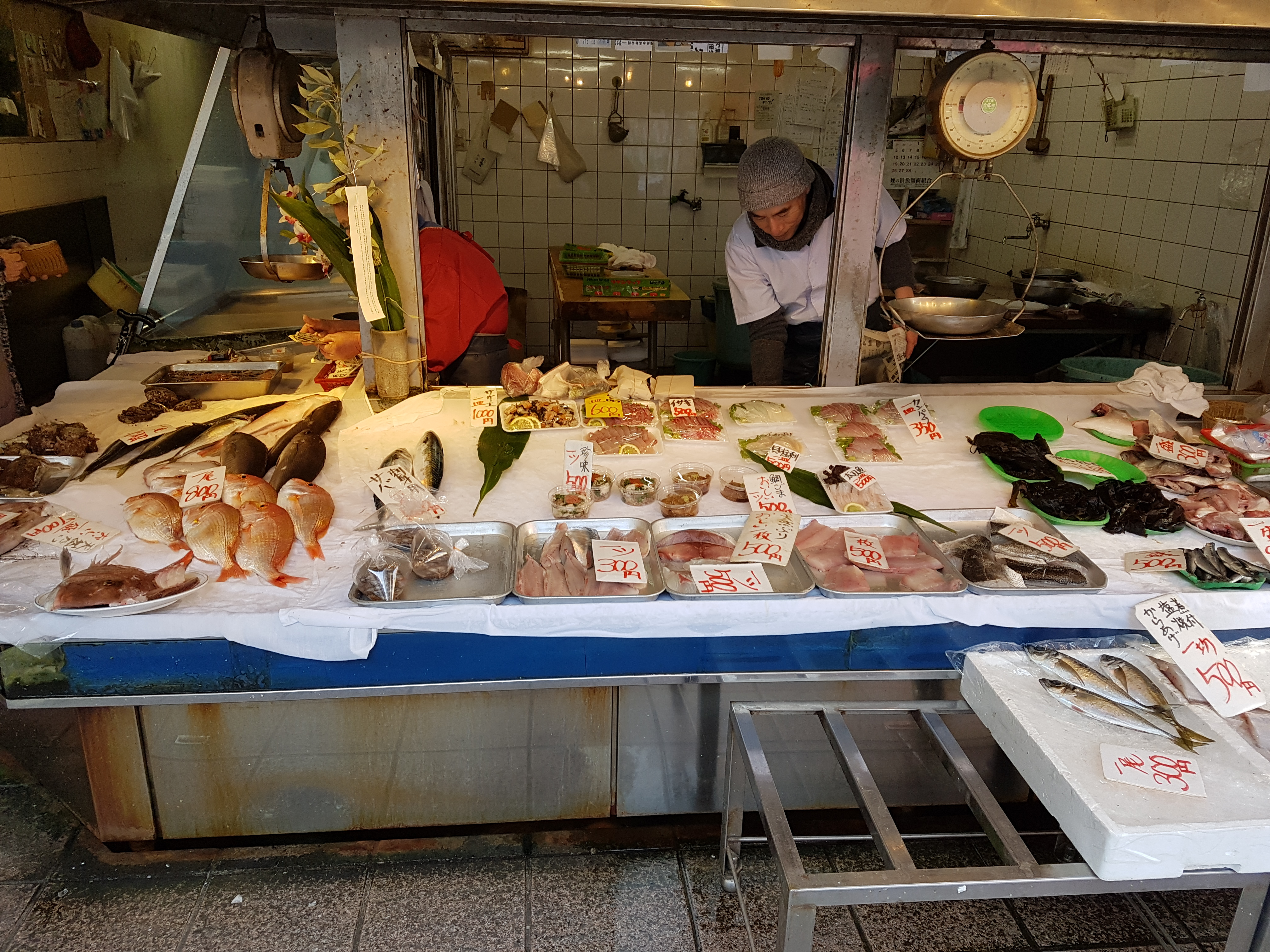
鮮魚店
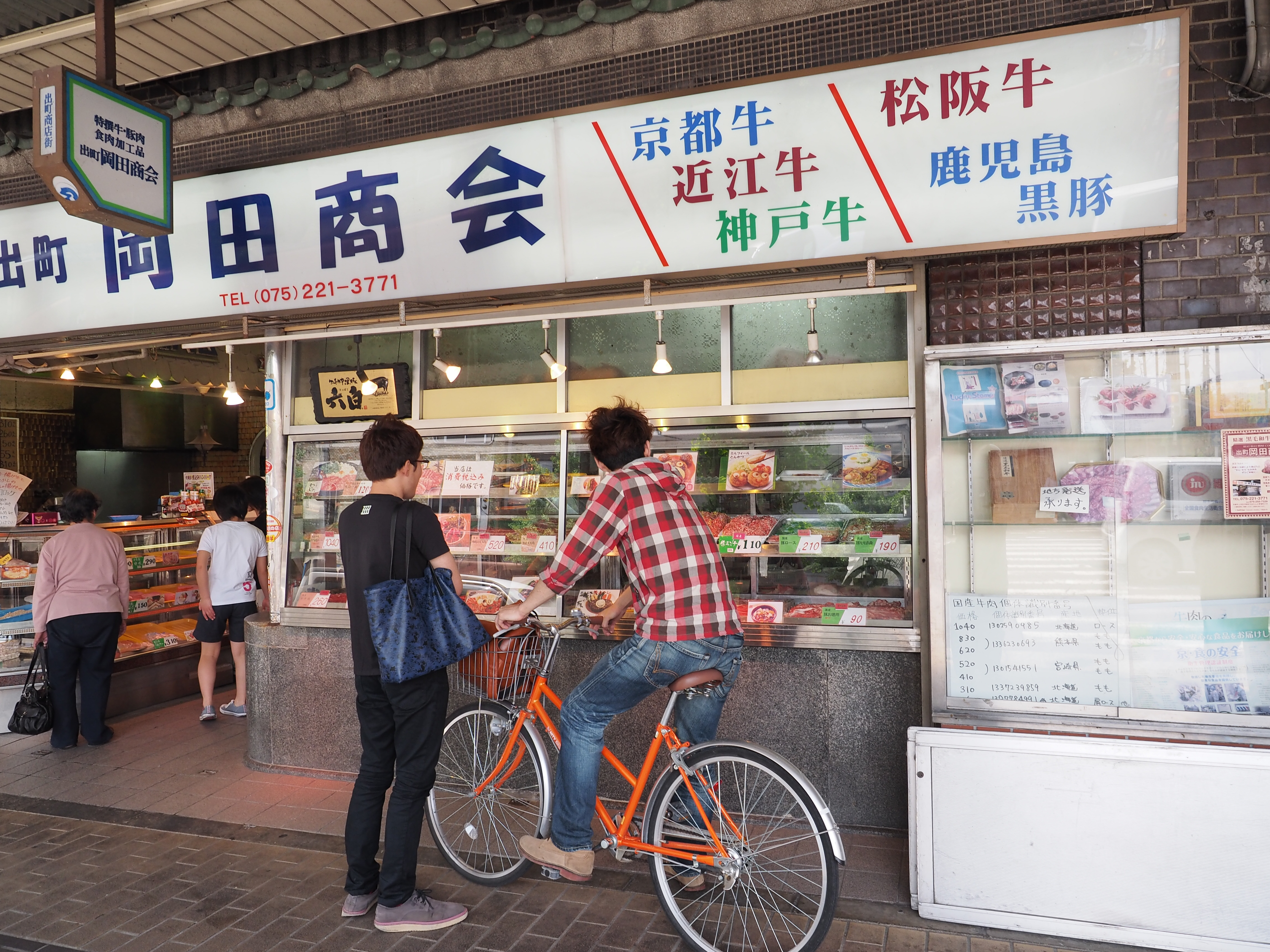
精肉店
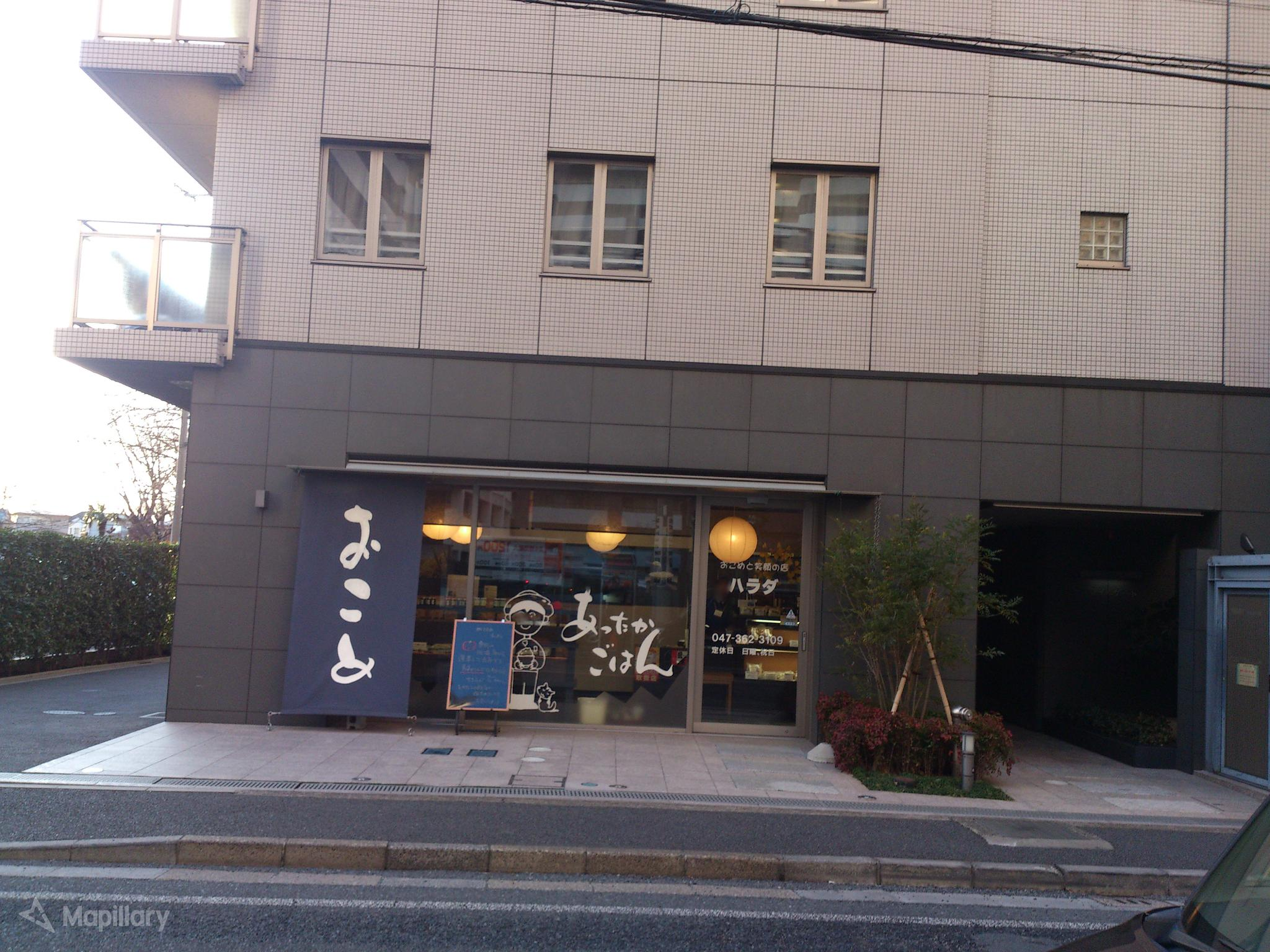
米屋
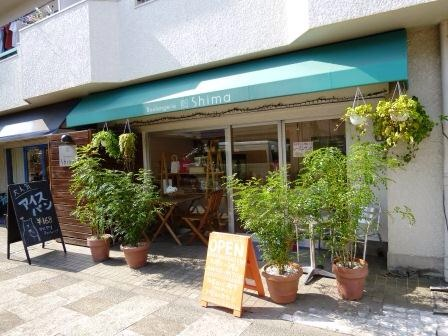
パン屋
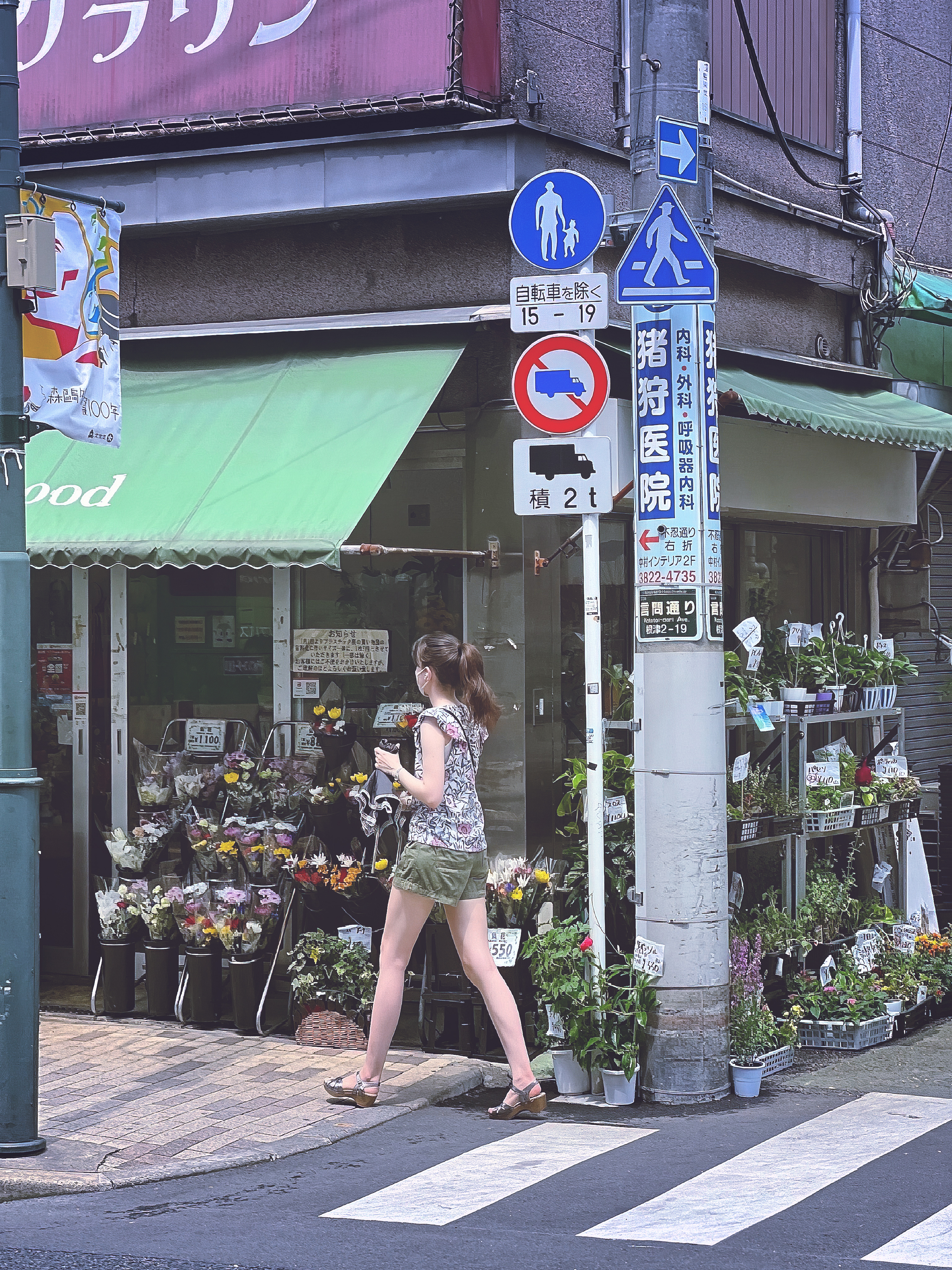
生花店
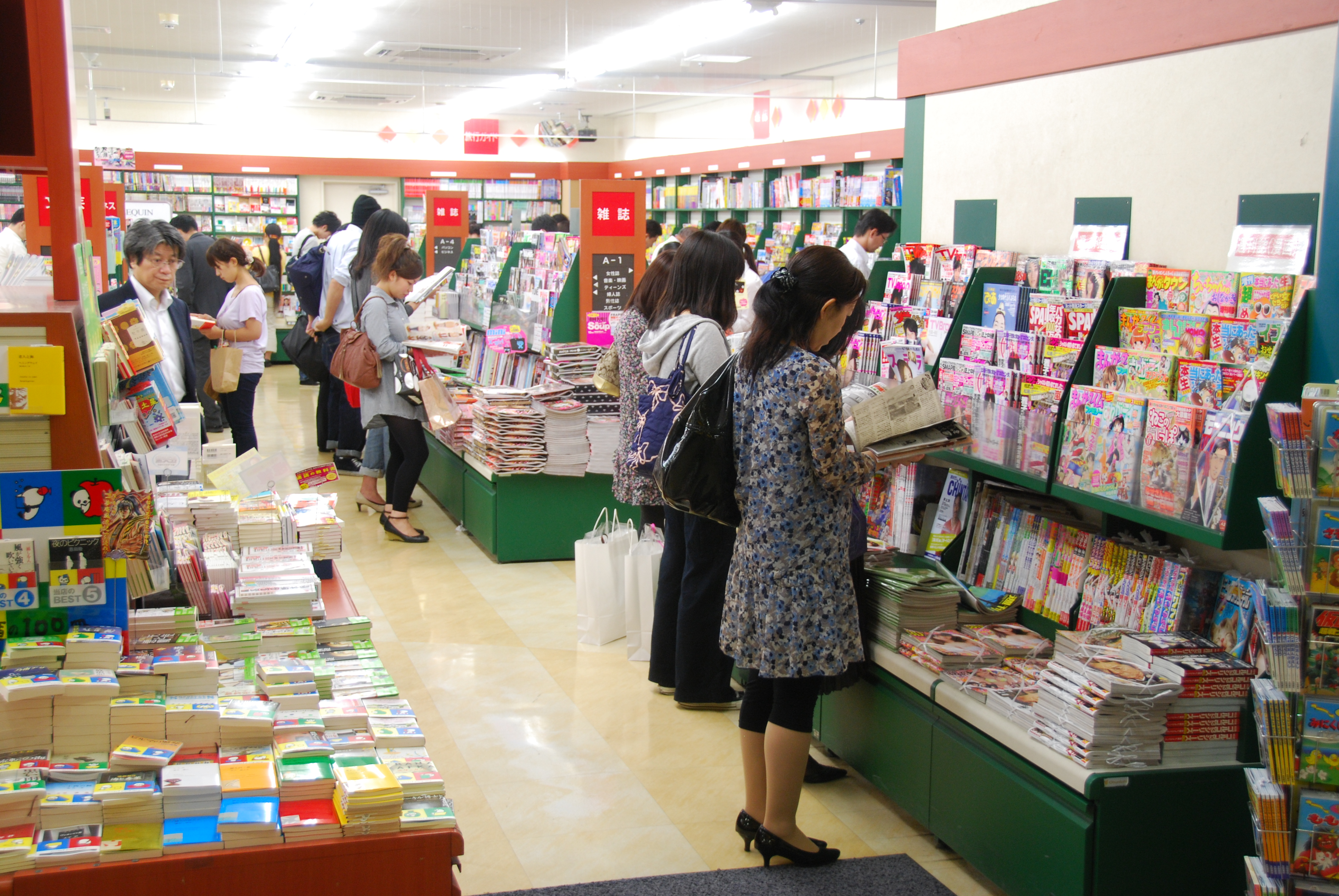
書店
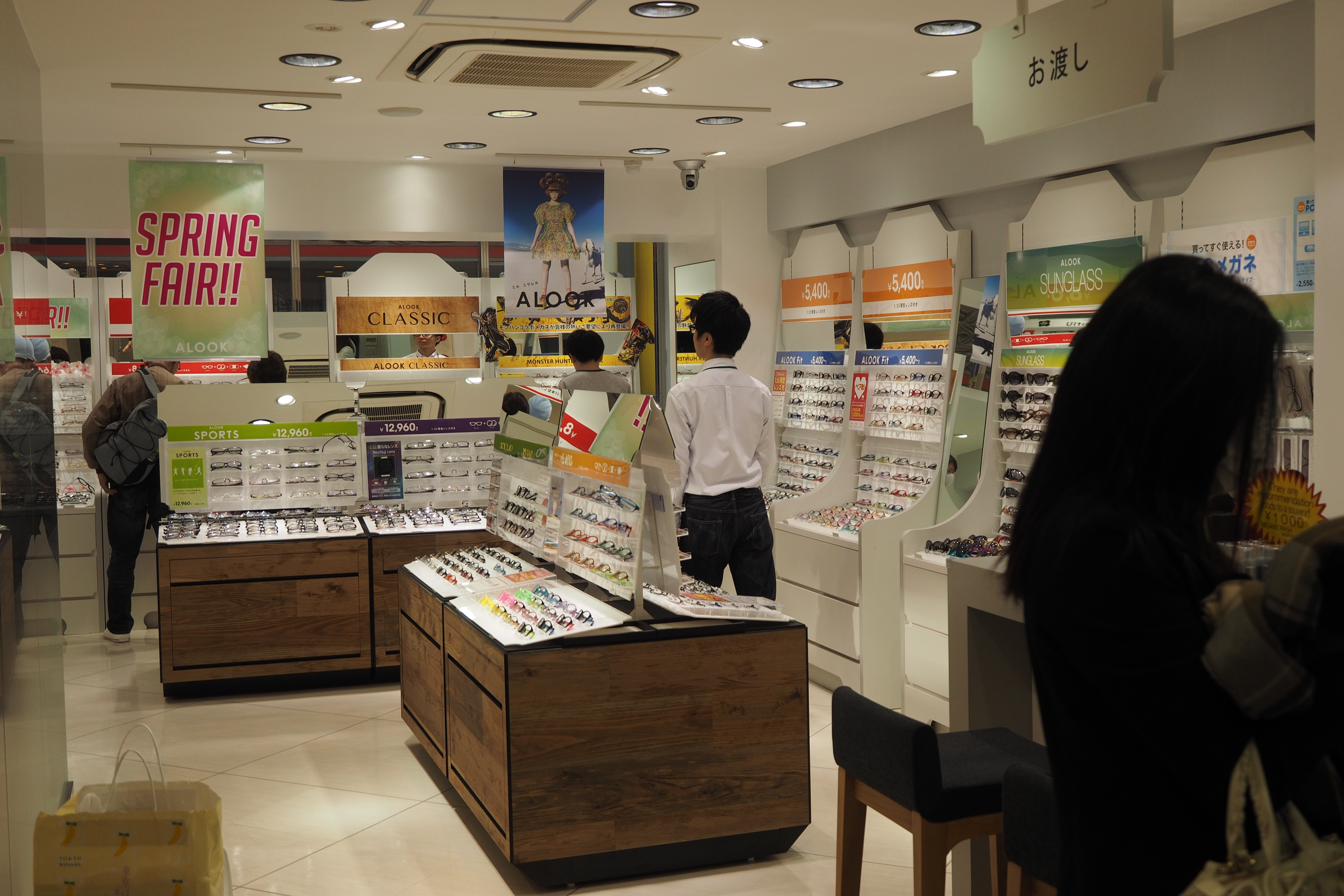
眼鏡店
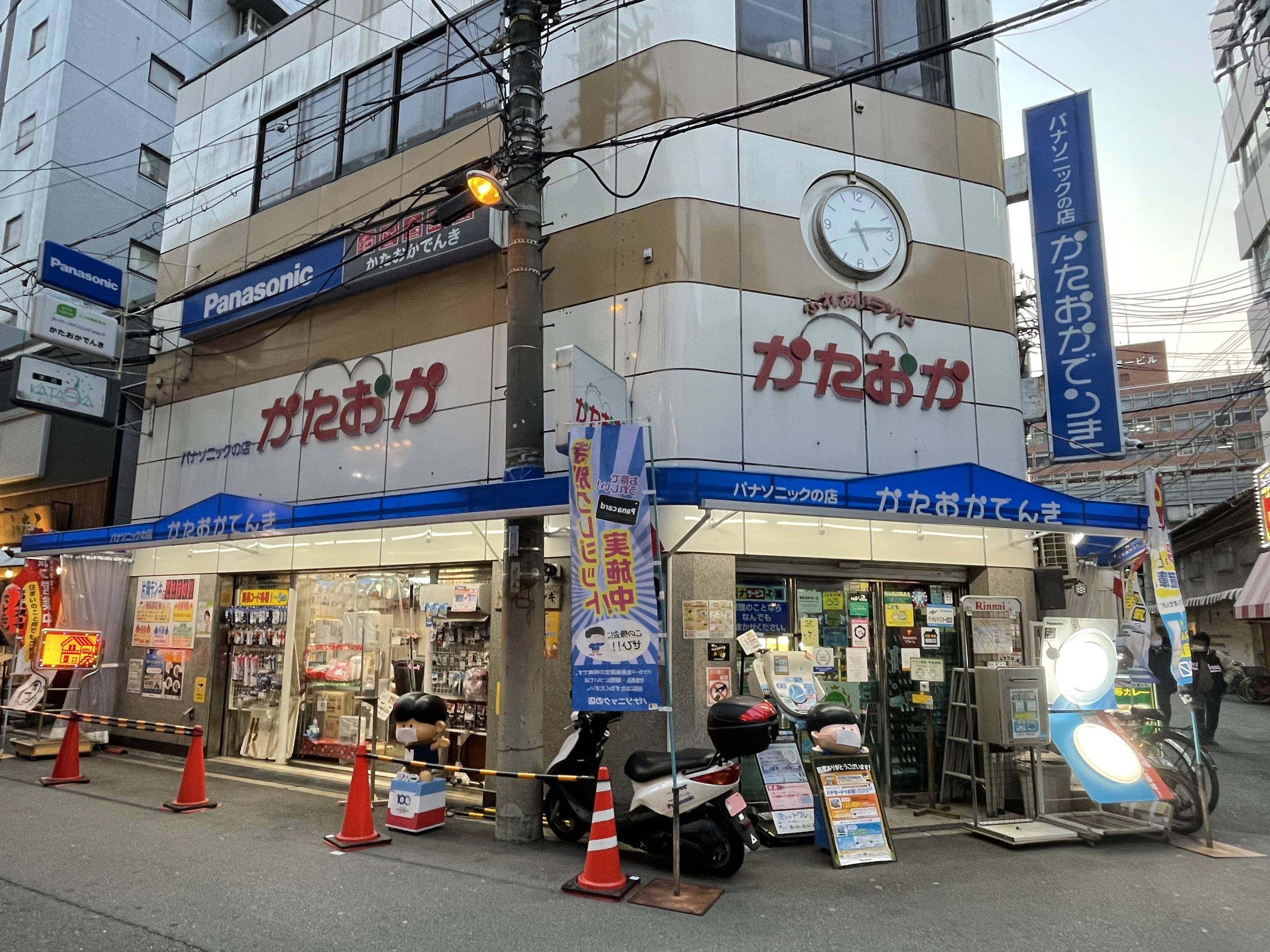
電器店
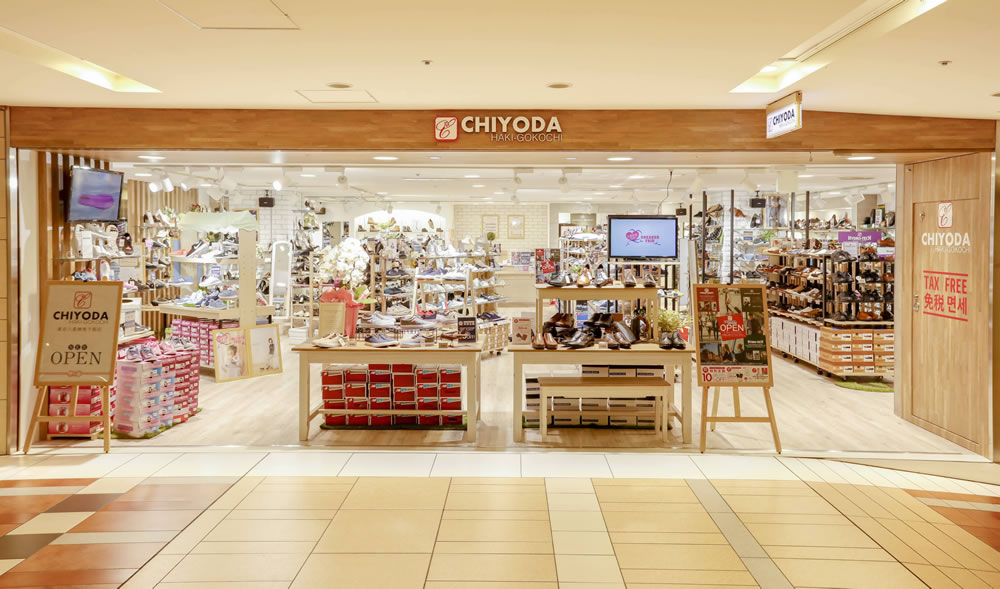
くつ屋。地下街のテナントとして入っている靴専門店。
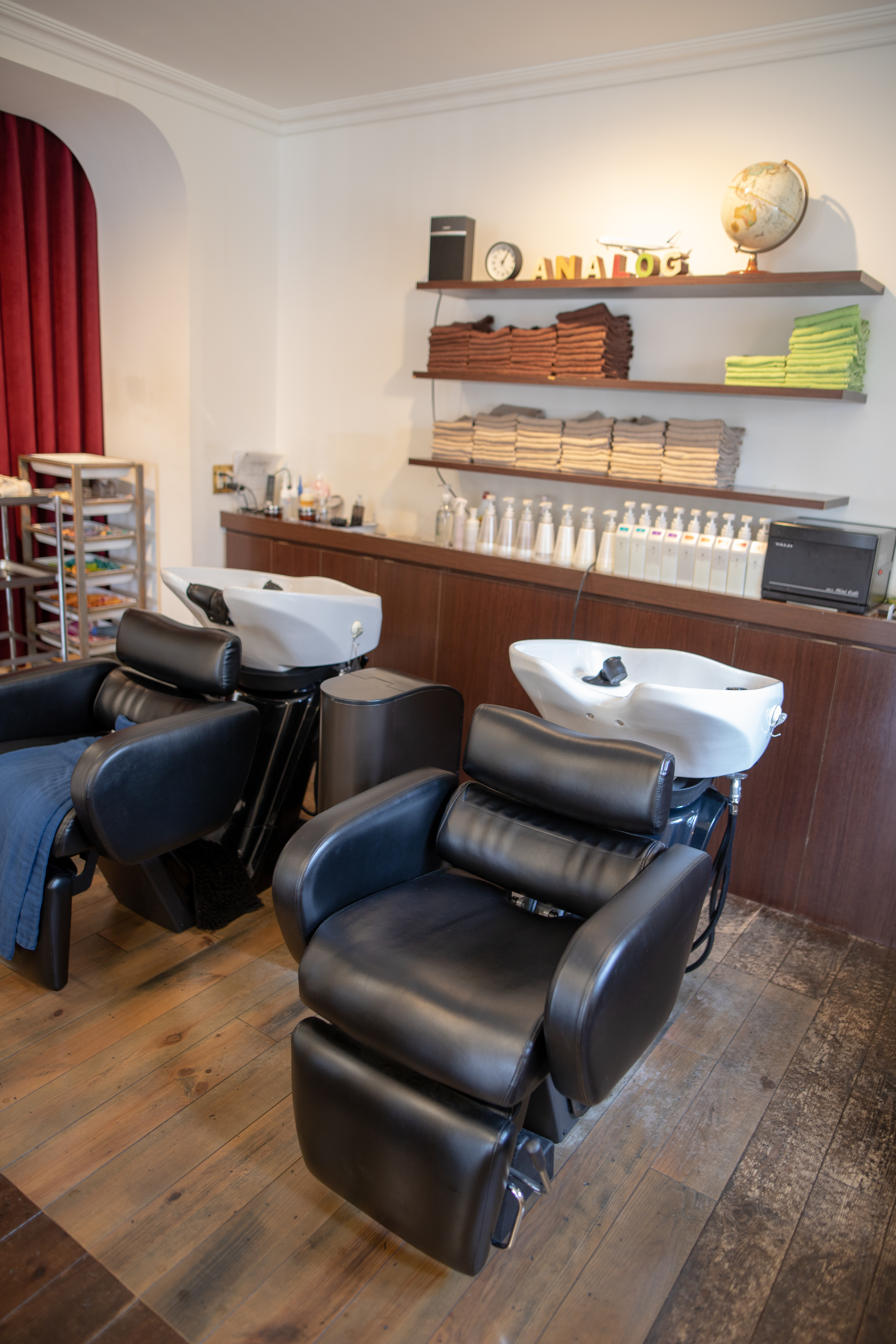
理髪店

専門料理店
日本標準産業分類を参考にすると、次のような店も専門店として挙げられるであろう。
蕎麦屋、寿司屋、うなぎ屋、中華料理店、ハンバーガー店、カレー店...
日本標準産業分類では、飲食店（コード76）は食堂・レストランの他に、専門料理店（料亭、中華料理店、ラーメン店、焼肉店、その他専門）という用語を挙げ、そば屋・うどん屋、寿司店、酒場・ビアホール、バー・キャバレー、その他の飲食店と分類している。なお、世の中の実際の飲食店業界はさらなる細分化と専門化が進行しており、たとえばラーメン店であればスープの味や麺の種類によって細分化され、豚骨スープのラーメンの専門店だとか醤油味のラーメンの専門店などがある。イタリアン料理であればパスタ専門店、ピッツァ専門店だとか、フレンチであればガレット店など、料理を絞り込んで出店がなされ、近年では細分化された専門料理店が増え多様化が進んでいる。
なお、「デリバリー専門店」というのは、「持ち帰り・配達飲食サービス業」に分類され、特定の料理を提供しているという意味の専門店ではなく、その場で飲食はできず出来るのはデリバリーだけだ、という意味の専門店である。

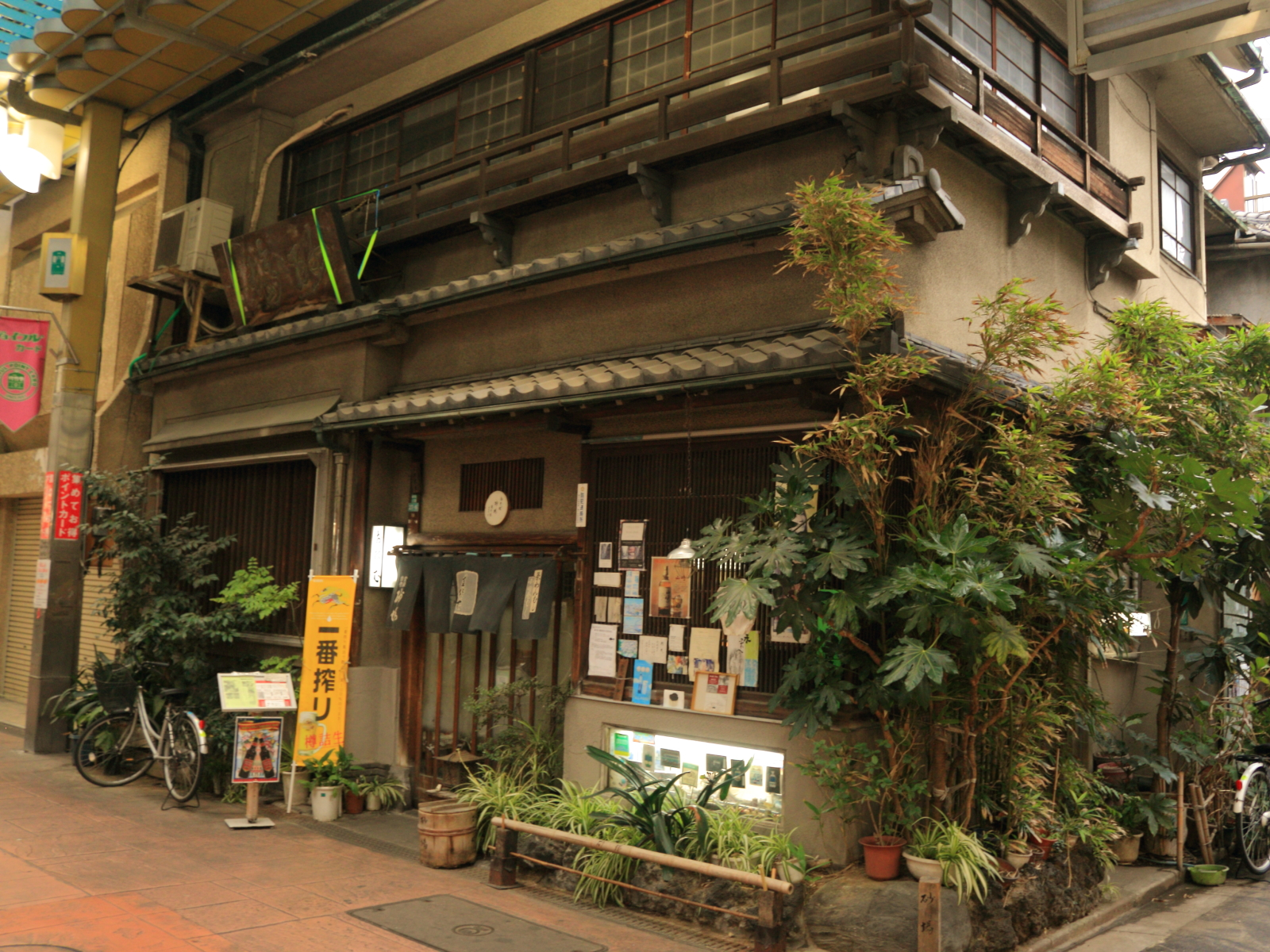
蕎麦屋
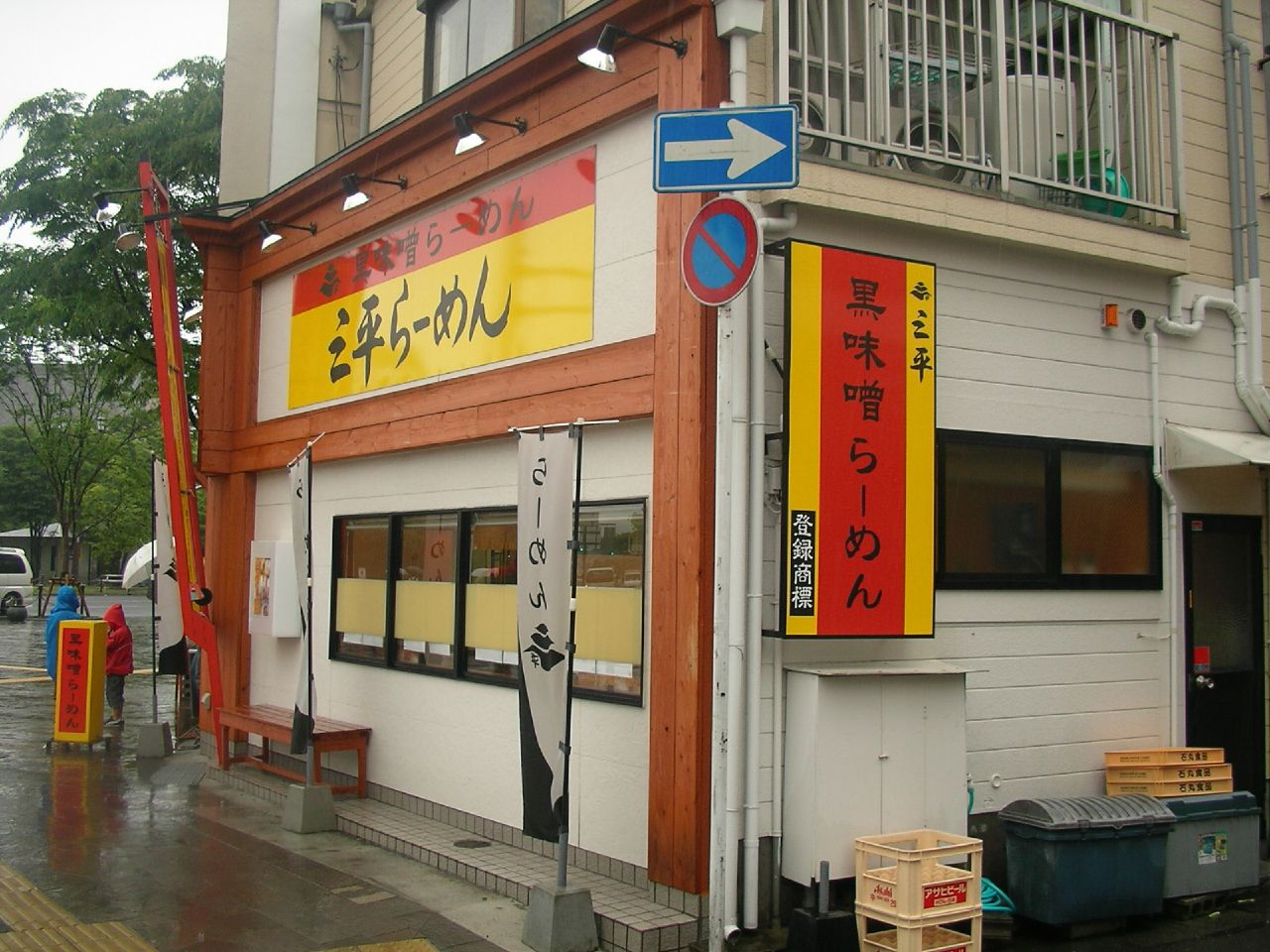
ラーメン店
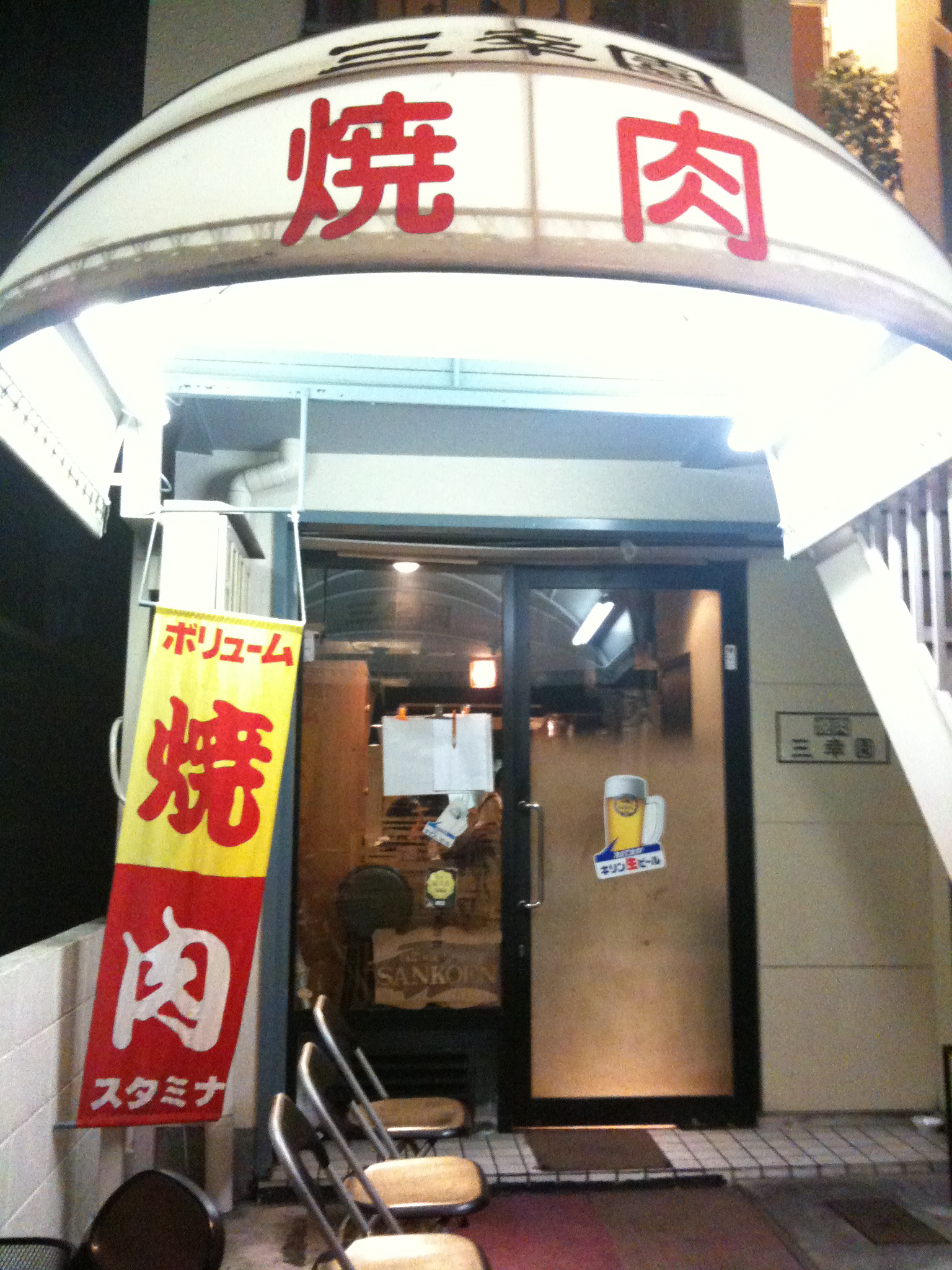
焼肉店
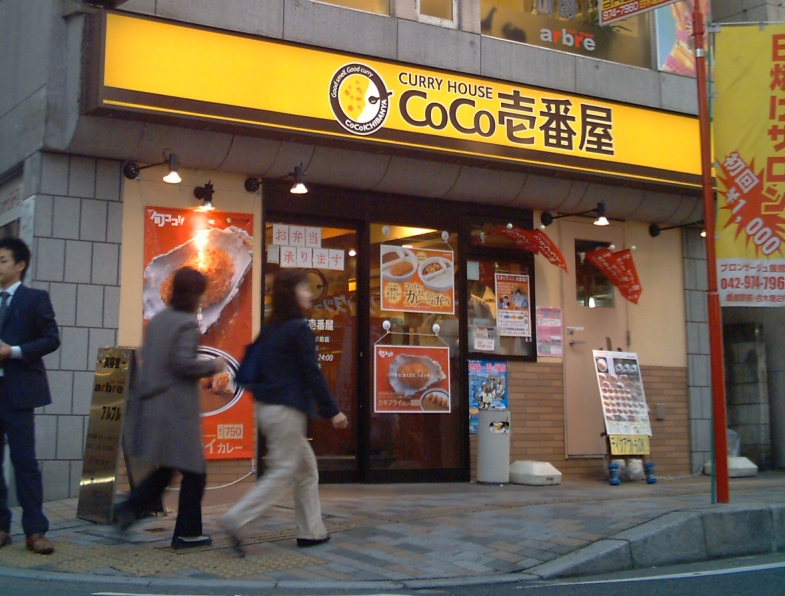
カレー店

経産省の業態別統計の分類には掲載されていない専門店
経産省の業態別統計の分類には現れない専門店もある。
- 自作パソコンパーツ専門店
- 同人誌専門店
- 買取専門店（貴金属、ブランド品などの買取だけを行う店）- 古物商許可証を所有し、鑑定士等が在籍し、主に貴金属やブランド品の買い取り品について査定を行い、買い取るという業務を専門に行う。質屋との違いは、質屋は物品を担保として預り、貸金ができる（質契約）が、買取専門店はそうではない[3]。

## 専門店未満の店
なお、専門品取り扱いが90%に足りず経済産業省の業態分類上は専門店ではないが、それに準ずる存在、それに近い存在についても、ここで参考までに説明する。
専門取り扱い品が90%未満、70%以上の店
経済産業省商業統計調査では「専門店」という分類の他に、「専門スーパー」という特殊な項目も設定されており、衣料品専門スーパー、食料品専門スーパー、住関連専門スーパーと3種に分け、それぞれ専門取り扱い品が70パーセント以上を占める店としている。なお、これはあくまで「専門スーパー」と分類されているだけで、経済産業省商業統計調査でも専門店とは分類されていない。繰り返すが、経済産業省はあくまで専門取り扱い品が90パーセント以上を占める店が専門店としているので、これは定義上は専門店では無い。